# Bundesmusikverband Chor & Orchester
Der Bundesmusikverband Chor & Orchester e.V. (BMCO) ist der übergreifende Dachverband der Amateurmusik in Deutschland. Er vertritt die Interessen von 14 Millionen Menschen, die in ihrer Freizeit musizieren. Davon sind 3 Millionen Musizierende in den Strukturen des Bundesmusikverband Chor & Orchester e.V. mit insgesamt 100.000 Ensembles verbandlich organisiert.
Der BMCO ist durch Zusammenschluss der Bundesvereinigung Deutscher Chorverbände (BDC) und der Bundesvereinigung Deutscher Orchesterverbände (BDO) im März 2019 entstanden. Präsident ist Benjamin Strasser.

## Geschichte
Seit 2016 suchten die Bundesvereinigung Deutscher Chorverbände und die Bundesvereinigung Deutscher Orchesterverbände verstärkt den Schulterschluss und vereinbarten zunächst die synergieschöpfende Kooperation ihrer beiden Geschäftsstellen in Trossingen und Berlin. Als Zielpunkt des Zusammenwachsens beschlossen beide Verbände im Herbst das formale Zusammengehen in einem gemeinsamen Dachverband der vokalen und instrumentalen Amateurmusik. Die offizielle Gründungsversammlung fand am 29. März 2019 im thüringischen Gotha statt.

## Aufgaben
Die zentralen Aufgaben und Vorhaben des Bundesmusikverband Chor & Orchester e.V. sind:
- Interessenvertretung und Vernetzung der Amateurmusizierenden im vokalen und instrumentalen Bereich in Deutschland
- Förderung der Musikausübung breiter Bevölkerungsschichten
- Mittelweiterleitung von Geldern des Bundesministerium für Familie, Senioren, Frauen und Jugend (BMFSFJ), im Rahmen des Kinder- und Jugendplanes;
 des Bundesministeriums für Bildung und Forschung (BMBF), im Rahmen des Förderprogramms „Kultur macht stark. Bündnisse für Bildung“ unter dem Projekttitel „Musik für alle!“
  und der Bundesbeauftragten für Kultur und Medien, zur Förderung der Amateurmusik im ländlichen Raum unter dem Titel „MusikVorOrt“
- Jährliche Ausrichtung der Veranstaltung „Tage der Chor- und Orchestermusik“ zur Verleihung der vom Bundespräsidenten gestifteten Pro-Musica-Plakette und Zelter-Plakette
- Durchführung von bundesweiten Projekten (z. B. Deutsches Musiktreffen 60plus, Bundeswettbewerb für Auswahlorchester, Erstellung von Studien)
- Verleihung der Hans-Lenz-Medaille
- Initiierung von Weiterbildungsformaten für Ehrenamtliche

## Auszeichnungen

### Zelter-Plakette
Die Zelter-Plakette wurde im Jahr 1956 „als Auszeichnung für Chorvereinigungen, die sich in langjährigem Wirken besondere Verdienste um die Pflege der Chormusik und des deutschen Volksliedes und damit um die Förderung des kulturellen Lebens erworben haben“ (Stiftungserlass vom 7. August 1956) von Bundespräsident Theodor Heuss gestiftet.

### Pro-Musica-Plakette

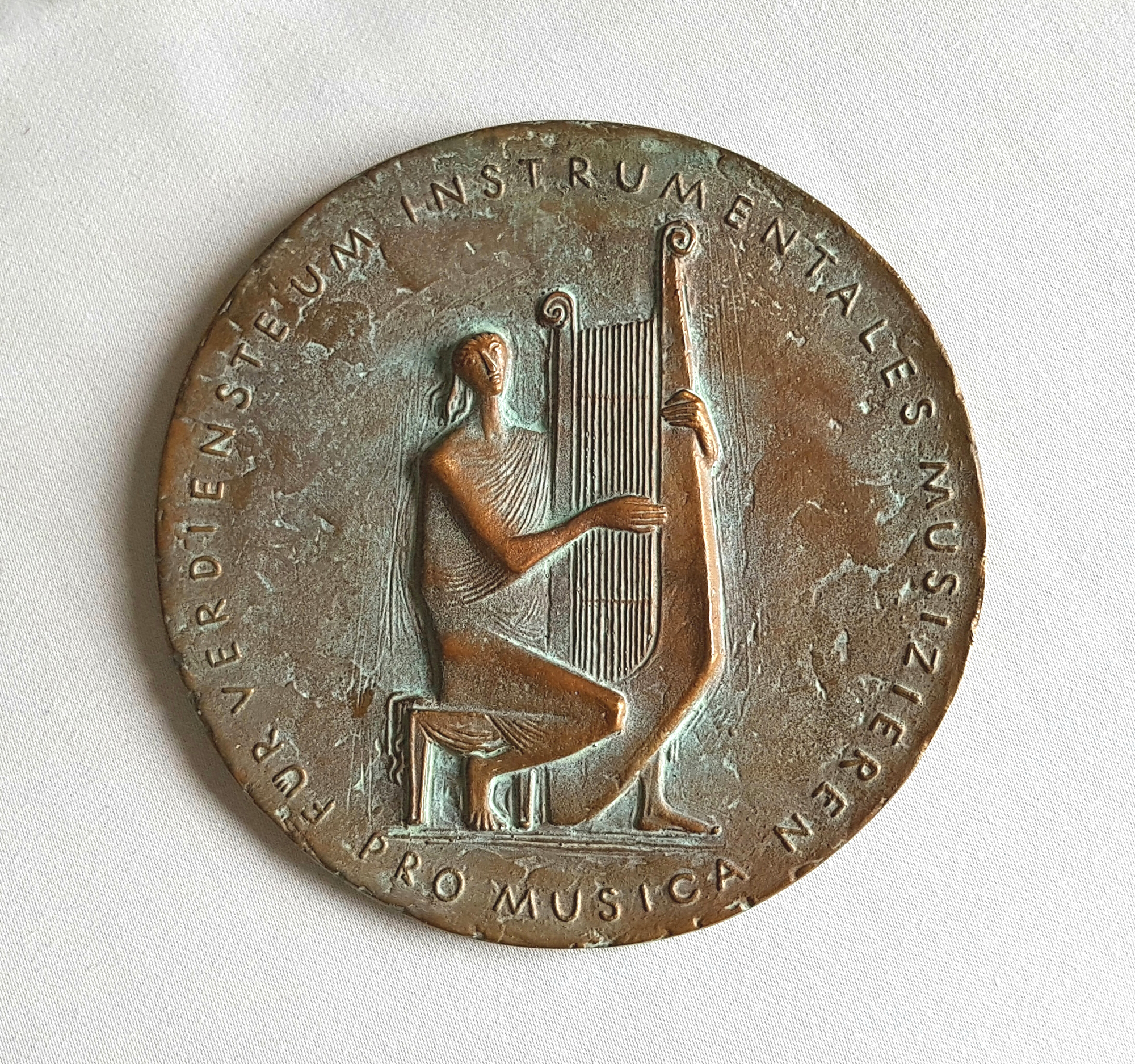
Pro-Musica-Plakette

Die Pro-Musica-Plakette wurde im Jahr 1968 durch Bundespräsident Heinrich Lübke als Auszeichnung für Vereinigungen von Musikliebhabern gestiftet, die sich in langjährigem Wirken besondere Verdienste um die Pflege des instrumentalen Musizierens und damit um die Förderung kulturellen Lebens erworben haben.

### Hans-Lenz-Medaille
Mit der Hans-Lenz-Medaille würdigt der Bundesmusikverband Chor & Orchester jedes Jahr eine Person oder Institution für besondere Verdienste um die Verankerung der Musik in der Gesellschaft, die Wertschätzung der Amateurmusik und die kulturelle Jugendbildung.
Die Medaille wurde 2006 anlässlich des 50-jährigen Bestehens der Bundesvereinigung Deutscher Orchesterverbände (BDO) gestiftet und erinnert an den Politiker und Amateurmusiker Hans Lenz (1907–1968), der von 1961 bis 1965 Bundesminister und von 1961 bis 1968 Präsident der BDO war.

#### Preisträger
- 2006: Hans-Walter Berg
- 2007: Gerti Peters
- 2008: Martin Maria Krüger
- 2009: Hans Günther Bastian
- 2010: Sir Simon Rattle
- 2012: José Antonio Abreu
- 2013: Deutscher Sparkassen- und Giroverband sowie Bundesverband der Deutschen Volks- und Raiffeisenbanken
- 2014: Staatsminister a. D. Bernd Neumann
- 2015: Arnold Kutzli
- 2016: Bayerischer Rundfunk
- 2017: Michael Otto
- 2018: Fritz Hörter
- 2019: Saarländischer Rundfunk
- 2021 Ernst Burgbacher
- 2022 Ulrike Liedtke
- 2023 Rüdiger Grambow

### Chordirektor BMCO
Der Titel „Chordirektor BMCO“ (vormals „Chordirektor BDC“, bis 2012 als „Chordirektor ADC“) wird Chorleitern für hervorragende künstlerische Leistungen zuerkannt. Voraussetzung dafür ist eine erfolgreiche künstlerische Tätigkeit mit regelmäßigen öffentlichen Aufführungen über einen Zeitraum von mindestens zehn Jahren.
Der Verleihung des Titels geht ein Prüfungsverfahren voraus. Nach erfolgreichem Verlauf des Prüfungsverfahrens erhält der Bewerber ein Zertifikat in Form einer Urkunde. Er ist dann berechtigt, den Titel „Chordirektor BMCO“ zu seinem Namen zu führen.

## Förderprogramme

### Musik für alle!
Mit „Musik für alle!“ werden im Rahmen des BMBF-Förderprogrammss „Kultur macht stark. Bündnisse für Bildung“ außerschulische Projekte gefördert, die Kindern und Jugendlichen den Zugang zur Musik ermöglichen. Der Bundesmusikverband Chor & Orchester e.V. ist einer der Programmpartner und unterstützt mit „Musik für alle!“ Chöre, Orchester und Musikvereine sowie Kulturinstitutionen bei ihren Vorhaben.

### MusikVorOrt
MusikVorOrt ist ein Förderprogramm für Musikprojekte im ländlichen Raum. Gefördert werden neue Musikprojekte in Gemeinden bis 20.000 Einwohnern, sowohl für neue als auch für bereits existierende Ensembles.

### Beethoven...anders
Beethoven…anders ist ein Förderprogramm für Musikvermittlungsprojekte, die Facetten des Lebens und Schaffens Ludwig van Beethovens thematisieren.

## Mitgliedsverbände

### Fachbereich Chor
- ACHORDAS Chor- und Musikverband e.V.
- Allgemeiner Cäcilienverband für Deutschland
- Arbeitsgemeinschaft Freier Chorverbände
- Arbeitskreis Musik in der Jugend e.V.
- Chorverband in der Evangelischen Kirche in Deutschland e.V.
- Deutsche Chorjugend e.V.
- Deutscher Chorverband PUERI CANTORES e.V.
- Deutscher Chorverband e.V.
- Internationaler Arbeitskreis für Musik e.V.
- Verband Deutscher KonzertChöre e.V.

### Fachbereich Orchester
- Bund Deutscher Blasmusikverbände e.V.
- Bund Deutscher Zupfmusiker e.V.
- Bund für Zupf- und Volksmusik Saar e.V.
- Bund Saarländischer Musikvereine e.V.
- Bundesverband Deutscher Liebhaberorchester e.V.
- Bundesvereinigung Deutscher Musikverbände e.V.
- Deutscher Akkordeonlehrer-Verband e.V.
- Deutscher Harmonika-Verband e.V.
- Deutscher Turner-Bund e.V., Fachgebiet Musik und Spielmannswesen
- Deutscher Zithermusik-Bund e.V.
- Evangelischer Posaunendienst in Deutschland e.V.